# Copper Mountain (film)
Pour les articles homonymes, voir Copper Mountain.
Pour plus de détails, voir Fiche technique et Distribution.
Copper Mountain est un film canadien réalisé par David Mitchell et sorti en 1983.

## Synopsis
Deux amis partent en vacances d'hiver au Colorado. L'un d'entre eux, interprété par Jim Carrey passe son temps à draguer sans bien même savoir skier.

## Fiche technique
- Réalisation : David Mitchell
- Scénario : Damian Lee et David Mitchell
- Production : Damian Lee et David Mitchell
- Photographie : Alar Kivilo
- Montage : James Lahti et Mairin Wilkinson
- Distribution : Rose & Ruby
- Musique : Rainer Wiens
- Langue : Anglais
- Inédit en France

## Distribution
- Jim Carrey : Bobby Todd
- Alan Thicke : Jackson Reach
- Richard Gautier : Sonny Silverton
- Ziggy Laurenc : Michelle
- Rod Hebron : Yogi Hebadaddy
- Jean-Jacques Laplace : le chef
- Jean-Claude Killy : lui-même

## Autour du film
- Premier rôle de Jim Carrey au cinéma, qui fait déjà preuve d'un incroyable talent de comique, avec notamment une imitation de Sammy Davis Jr.
- À noter aussi que le producteur Damian Lee apparaît dans le rôle d'un guide en hélicoptère.